# اسلام در اردن
۹۷٫۱ درصد از جمعیت اردن مسلمان و ۲.۱ درصد از جمعیت آن مسیحی می‌باشند.

## تولیت مسجدالاقصی
دولت پادشاهی اردن متولی رسمی مجموعه مسجدالاقصی است. بر اساس پیمان‌نامهٔ صلحی که در سال ۱۹۹۴ میلادی، میان اسرائیل و اردن بسته‌شد، مقرر شد تا عبادت یهودی‌ها در محوطه مجموعه مسجدالاقصی منع شود و دولت اردن تنها متولی رسمی مجموعه مسجدالاقصی باشد.